# Atrophaneura liris
Pachliopta liris là một loài bướm ngày thuộc họ Bướm phượng, được tìm thấy ở Timor, đảo Wetar và đảo Savu. 
Sải cánh dài 100-110mm. Các cánh có màu nâu tối với những đốm màu đỏ và dải trắng. Các đốm đỏ không có ở con cái. Những con cái đậm hơn so với những con đực.

## Phân loài
- Atrophaneura liris liris (Timor)
- Atrophaneura liris aberrans (Butler, 1883) (Timor)
- Atrophaneura liris senescens (Röber, 1891) (Kisser)
- Atrophaneura liris wetterensis (Rothschild, 1895) (Wetar)
- Atrophaneura liris pallidus (Rothschild, 1895) (quần đảo Leti)
- Atrophaneura liris gaetus Fruhstorfer (quần đảo Savu)

## Hình ảnh

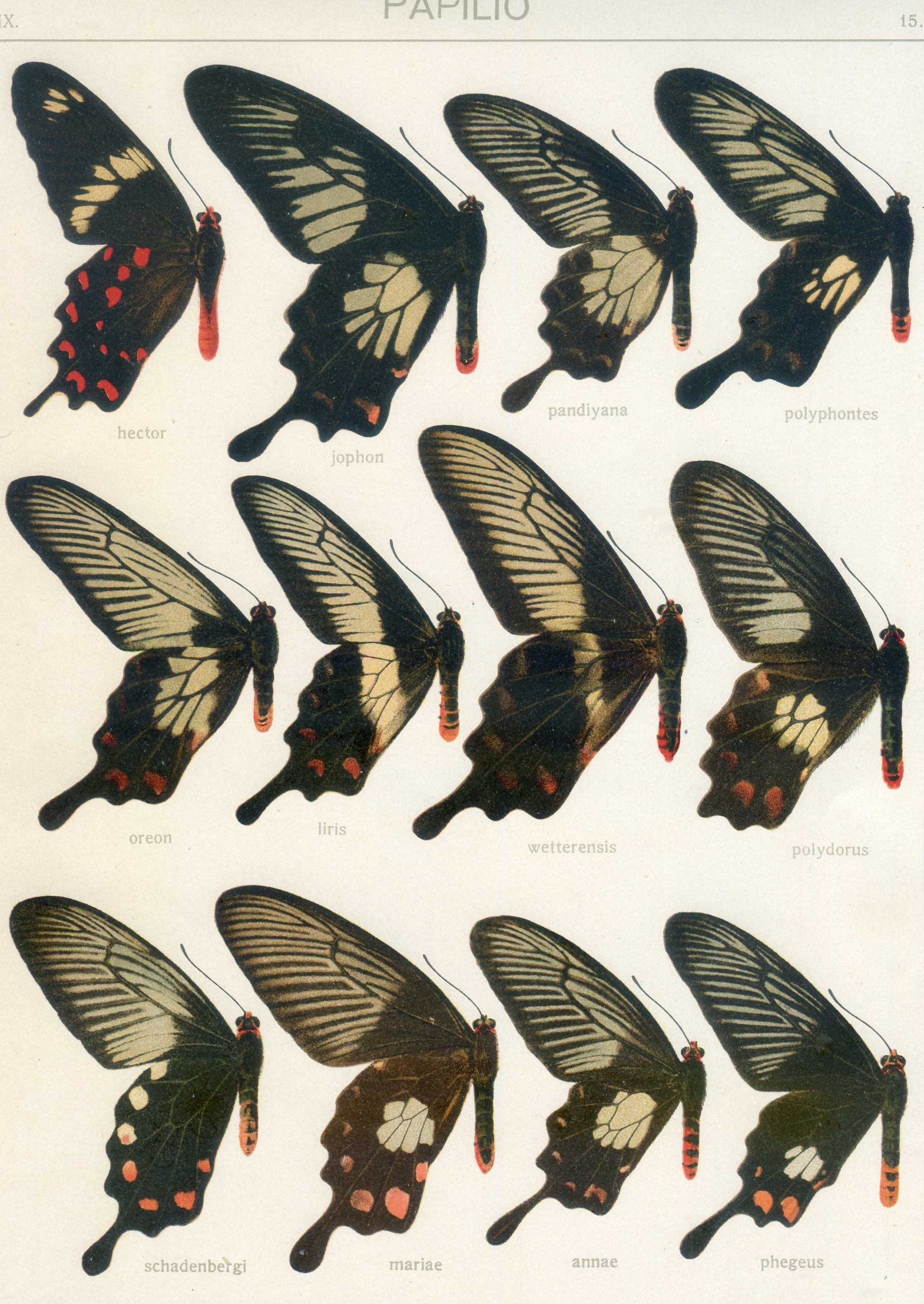